# 理系男子。
理系男子。（りけいだんし。）とはアニメイトTVが企画する『男子。』シリーズ第1弾、勉強サポート・プロジェクトである。

## 概要
「理化学研究会」に所属する、元素記号にちなんだ名前を持った素敵な男子高校生4人が勉強を助けてくれるユーザー参加型の勉強サポート・プロジェクト。キャラクターによっては勉強科目をタイトルの理系にとらわれず扱っている。ドラマCDやキャラクターソング、webラジオなどで展開し、続編の理系男子。NEXTも発売。こちらについても本項で扱う。なお、水ノ素爆らはNEXTでは先輩キャラクターとして描写される。

## 登場人物

### 理系男子。

#### メインキャラクター
水ノ素 爆（みずのもと はぜる）
声：岡本信彦
身長：161cm　体重：50kg
誕生日：4月2日　おひつじ座　B型
元素記号：H（水素）
理化学研究会の部長。しきり上手だが、短気なので爆発することもある。あとに引かない性格。身長が小さいことを気にしている。「可愛い」は禁句らしい。成績は理系科目のみ学年上位、文系はやや苦手。元気と幼馴染。
輝 銀次郎（かがやき ぎんじろう）
声：杉田智和
身長：172cm　体重：52kg
誕生日：4月29日　おうし座　AB型
元素記号：Ag（銀）
毎日活動している「理化学研究会」のホープ。超潔癖症。無口で、「理化学研究会」のメンバーとも最低限の会話しかしない。
成績は良く、全教科コンスタントに学年上位をキープ。美形だが自覚なく顔が隠れるからという理由で髪を伸ばしている。
軽井 空也（かるい くうや）
声：神谷浩史
身長：174cm　体重：55kg
誕生日：12月24日　やぎ座　O型
元素記号：He（ヘリウム）
「理化学研究会」はさぼりがち。プレイボーイで、超が付くほどの楽観主義者。成績は学年でまん中くらい。スキンシップ過多で、好みであれば男女問わずの抱きつき魔。爆に初対面で可愛いと言ってキレられていた。
灰原 元気（はいばら げんき）
声：小野大輔
身長：180cm　体重：65kg
誕生日：9月9日　おとめ座　A型
元素記号：Ca（カルシウム）
「理化学研究会」には、ほとんど来ない。スポーツ万能で、いろんな運動部の助っ人をしている。超明るく、その名のとおり元気いっぱいで友達が多い。成績は学年でも下位。爆と幼馴染。常に声が大きい感じの人。

#### サブキャラクター
山田 大津(やまだ おおつ）
声：近藤隆
身長：175ｃｍ
誕生日：10月31日　年齢：29歳　さそり座
元素記号：Ｏ（酸素）
2年A組（爆と空也）の担任で理化学研究会の顧問。担当教科は化学。背は割と高いが、猫背の為、あまり長身には見えない。バリバリの化学オタクで食事を面倒くさがる。
ネオン
メス　推定年齢0.5歳
推定体重？ｋｇ（乙女の為、秘密）
元素記号：Ｎｅ（ネオン）
ミニチュア豚の子豚（と思われる）
理化学研究会のペット。日中は理化研の部室、それ以外は銀次郎の家で飼われている。
「心に輝き続ける」ということで、銀次郎がネオンと命名。
（豚だけど）ドッグタグのAg札には銀次郎の連絡先が書かれている。
輝金太郎（かがやき きんたろう）
声：高橋広樹
身長183ｃｍ　
元素記号：Ａｕ（金）
銀次郎の兄で大学生。文武両道で社交的。祭縁須学院の卒業生で、様々な伝説を持っている。弟の銀次郎に甘い。

### 理系男子。NEXT

#### メインキャラクター
白金 永遠（しろがね とわ）
声：代永翼
身長：162cm　体重：51kg
誕生日：6月6日　ふたご座　O型
元素記号：Pt（白銀）
「理化学研究会」の次期部長。入部の理由は銀次郎に憧れてというもの。家庭はとてもお金持ちで、また、ロシア系クオーターである。性格はおっとりしており、ほっとけないドジっ子である。すごくモテるが、自覚はない。成績は全科目コンスタントに上位に入る。
尾汐 七斗里（おしお なとり）
声：細谷佳正
身長：175cm　体重：59kg
誕生日：8月20日　しし座　A型
元素記号：Na（ナトリウム）
理化学研究会の顧問のの山田大津を慕って入部した。部費集めのための石けん作りに燃えている。仲間（特に永遠）の面倒見が良いが、怒ると怖い一面もある。料理が得意。女子にはぶっきらぼうなので人気は低い。成績は学年で中の上くらい。
百井 リン（ももい - ）
声：立花慎之介
身長：172cm　体重：56kg
誕生日：2月18日　みずがめ座　AB型
元素記号：P（リン）
理科室に幽霊が出るという噂を聞きつけて入部した。オカルト好きだが、霊感はない。明るく人懐こいが、サラリと毒を吐くこともある。顔はいいので、かくれファンは多い。成績は学年でも下位にあたり、授業中は寝ている。お互いに言わないが哲とは幼馴染。
黒嶋 哲（くろしま てつ ）
声：前野智昭
身長：185cm　体重：67kg
誕生日：11月18日　さそり座　B型
元素記号：Fe（鉄）
理化学に強くなりたくて入部した。硬派な日本男児的で、融通が利かないこともある。真面目なため成績はいいが、理系は苦手としている。家は居合の道場をやっている。剣道の有段者。女子からは近寄りがたいと思われがちである。お互いに言わないがリンとは幼馴染。

## CD
| タイトル                                            | リリース                       |
| --------------------------------------------------- | ------------------------------ |
| 理系男子。 勉強になる!? キャラクターソング          | 2009年6月24日〜2009年7月23日   |
| 理系男子。 勉強になる!? キャラクターソング 第2弾    | 2009年10月27日〜2010年11月24日 |
| 理系男子。 勉強になる!? キャラクターソング THE BEST | 2011年10月26日                 |
| 理系男子。 勉強になる!? キャラクターソング 第3弾    | 2011年12月22日                 |
| 理系男子。NEXT 勉強になる!? キャラクターソング      | 2012年10月24日〜2012年11月21日 |
| 理系男子。NEXT 勉強になる!?キャラクターソング 第2弾 | 2013年9月25日                  |

| タイトル                                   | リリース       |
| ------------------------------------------ | -------------- |
| 『理系男子。』〜ぼくらの夏合宿〜           | 2009年11月26日 |
| 『理系男子。』〜ぼくらの修学旅行 in 京都〜 | 2010年9月23日  |
| 『理系男子。』〜ぼくらの文化祭〜           | 2011年11月19日 |
| 『理系男子。NEXT』〜ぼくらの理化研〜       | 2013年8月28日  |

## WEBラジオ
ケミラジのパーソナリティは岡本信彦。理化学研究会の部員（杉田智和・神谷浩史・小野大輔）が毎回入替わりでゲストとして参加。2009年5月27日～2011年8月10日にかけて全9回の不定期放送がされた。
DJCD CHEMICAL REACTION!!「理系男子。」VOL.1
2009年12月9日発売。パーソナリティは岡本信彦（水ノ素爆 役）
ケミラジ NEXTのパーソナリティは細谷佳正と立花慎之介。ケミラジ NEXTは定期配信ではなく、2012年8月31日にスペシャル番組として放送された。

## 漫画
2011年5月よりゼロサムオンライン（一迅社）にて中条亮の作画による「理系男子。〜ぼくらの理科室（ばしょ）〜」が連載開始。
- 中条亮(作画) / チーム理系男子。(原作)　『理系男子。〜ぼくらの理科室〜』<IDコミックススペシャル ZERO-SUMコミックス>、 全2巻
- 1巻 2011年10月25日発売、ISBN 978-4-7580-5633-5
  - 限定版（ドラマCD付き） 2011年10月25日発売、ISBN 978-4-7580-5634-2
- 2巻 2012年5月25日発売、ISBN 978-4-7580-5710-3

2012年6月よりゼロサムオンライン（一迅社）にて中条亮の作画による「理系男子。NEXT〜ぼくらの化学反応（キズナ）〜」が連載開始。
- 中条亮(作画) / チーム理系男子。(原作)　『理系男子。NEXT〜ぼくらの化学反応〜』<IDコミックススペシャル ZERO-SUMコミックス>、 全2巻
- 1巻 2013年2月25日発売、ISBN 978-4-7580-5789-9
  - 限定版（ドラマCD付き） 2013年2月25日発売、ISBN 978-4-7580-5790-5
- 2巻 2013年8月24日発売、ISBN 978-4-7580-5845-2